# Lorenz Hess
Lorenz Hess, né le 28 juin 1961 à Berne (originaire du même lieu), est une personnalité politique suisse, membre successivement de l'Union démocratique du centre (UDC), du Parti bourgeois démocratique (PBD) puis du Centre. 
Il est député du canton de Berne au Conseil national depuis décembre 2011.

## Biographie
Lorenz Hess naît le 28 juin 1961 à Berne, dont il est également originaire.
Après une maturité de type B (latin-anglais), il obtient un diplôme fédéral de conseiller en relations publiques du Swiss Academy for Marketing and Communication.
Il travaille comme chef de l'information de la police de Berne de 1990 à 1994, puis comme chef de la communication de l'Office fédéral de la santé publique jusqu'en avril 2002. Il est ensuite engagé par l'entreprise de relations publiques Burson-Marsteller, où il est membre de la direction et responsable du secteur santé et sciences de la vie jusqu'en 2004. En janvier 2005, il rejoint puis devient copropriétaire d'une agence de relations publiques, qu'il vend en 2014 avant d'en créer une nouvelle en janvier 2015,,.
Il est notamment président du conseil d'administration du groupe d'assurances Visana depuis avril 2017 (membre du conseil depuis 2014) et président de l'association bernoise des chasseurs depuis 2009.
Il a le grade de colonel à l'armée.
Marié à Anna Barbara Hess-Gerber et père de trois filles, il habite à Stettlen, dans le canton de Berne. Il n'a aucun lien de parenté avec le conseiller national Erich Hess.

## Parcours politique
Lorenz Hess fait ses premiers pas en politique au sein du Grand Conseil du canton de Berne du 1er juin 2002 au 8 novembre 2011, d'abord sous les couleurs de l'UDC, puis à partir de 2008 sous celles du PBD. Depuis l'été 2001, il est également président de la commune de Stettlen.
Il est élu au Conseil national lors des élections fédérales de 2011. Il fait partie de la Commission de la sécurité sociale et de la santé publique (CSSS) et de la Commission judiciaire (CJ). Il est réélu à trois reprises (2015, 2019 et 2023).
Il est vice-président du PBD du 5 mai 2012 jusqu'à sa fusion avec le Parti démocrate-chrétien fin décembre 2020.